# Record neozelandesi del nuoto
I record neozelandesi del nuoto sono i tempi più veloci mai nuotati in una competizione, da un nuotatore rappresentante la Nuova Zelanda.
(Dati aggiornati al 25 giugno 2022)

## Vasca lunga (50m)

### Uomini
| Gara                     | Tempo    | + | Atleta                                                                                         | Data           | Evento                  | Luogo                       | Ref    |
| ------------------------ | -------- | - | ---------------------------------------------------------------------------------------------- | -------------- | ----------------------- | --------------------------- | ------ |
| Stile libero             |          |   |                                                                                                |                |                         |                             |        |
| 50 m                     | 21"86    | b | Taiko Torepe-Ormsby                                                                            | 13 aprile 2024 | Campionati neozelandesi | Hastings, Nuova Zelanda     | [ 1 ]  |
| 100 m                    | 48"26    | b | Cameron Gray                                                                                   | 10 aprile 2024 | Campionati neozelandesi | Hastings, Nuova Zelanda     | [ 2 ]  |
| 200 m                    | 1'47"09  | s | Matthew Stanley                                                                                | 22 agosto 2014 | Campionati panpacifici  | Gold Coast, Australia       |        |
| 400 m                    | 3'46"85  |   | Lewis Clareburt                                                                                | 10 aprile 2024 | Campionati neozelandesi | Hastings, Nuova Zelanda     | [ 3 ]  |
| 800 m                    | 7'53"06  | b | Zac Reid                                                                                       | 27 luglio 2021 | Giochi olimpici         | Tokyo, Giappone             |        |
| 1500 m                   | 15'15"50 |   | Nathan Capp                                                                                    | 17 aprile 2015 | Campionati neozelandesi | Auckland, Nuova Zelanda     |        |
| Dorso                    |          |   |                                                                                                |                |                         |                             |        |
| 50 m                     | 24"65    |   | Andrew Jeffcoat                                                                                | 1 agosto 2022  | Giochi del Commonwealth | Birmingham, Regno Unito     |        |
| 100 m                    | 53"32    | s | Gareth Kean                                                                                    | 30 marzo 2012  | Campionati neozelandesi | Auckland, Nuova Zelanda     |        |
| 200 m                    | 1'57"13  |   | Kane Follow                                                                                    | 11 aprile 2024 | Campionati neozelandesi | Hastings, Nuova Zelanda     | [ 4 ]  |
| Rana                     |          |   |                                                                                                |                |                         |                             |        |
| 50 m                     | 27"06    |   | Glenn Snyders                                                                                  | 27 marzo 2012  | Campionati neozelandesi | Auckland, Nuova Zelanda     | [ 5 ]  |
| 100 m                    | 59"78    | b | Glenn Snyders                                                                                  | 28 luglio 2012 | Giochi olimpici         | Londra, Regno Unito         | [ 6 ]  |
| 200 m                    | 2'10"55  | b | Glenn Snyders                                                                                  | 29 luglio 2012 | Giochi olimpici         | Londra, Regno Unito         | [ 7 ]  |
| Farfalla                 |          |   |                                                                                                |                |                         |                             |        |
| 50 m                     | 23"27    |   | Cameron Gray                                                                                   | 30 luglio 2022 | Giochi del Commonwealth | Birmingham, Regno Unito     | [ 8 ]  |
| 100 m                    | 51"61    |   | Corney Swanepoel                                                                               | 1º aprile 2009 | Campionati neozelandesi | Christchurch, Nuova Zelanda |        |
| 200 m                    | 1'54"15  |   | Moss Burmester                                                                                 | 4 aprile 2009  | Campionati neozelandesi | Christchurch, Nuova Zelanda | [ 9 ]  |
| Misti                    |          |   |                                                                                                |                |                         |                             |        |
| 200 m                    | 1'57"27  | b | Lewis Clareburt                                                                                | 28 luglio 2021 | Giochi olimpici         | Tokyo, Giappone             |        |
| 400 m                    | 4'08"70  |   | Lewis Clareburt                                                                                | 30 luglio 2022 | Giochi del Commonwealth | Birmingham, Regno Unito     |        |
| Staffette a stile libero |          |   |                                                                                                |                |                         |                             |        |
| 4x100 m                  | 3'14"71  |   | Carter Swift (48"66) Lewis Clareburt (48"45) Zac Dell (49"00) Michael Pickett (48"60)          | 9 Aprile 2024  | Campionati neozelandesi | Hawke's Bay, Nuova Zelanda  | [ 10 ] |
| 4x200 m                  | 7'13"06  | b | Lewis Clareburt (1'47"97) Matthew Stanley (1'48"10) Daniel Hunter (1'48"88) Zac Reid (1'48"11) | 26 luglio 2019 | Campionati mondiali     | Gwangju, Corea del Sud      |        |
| Staffetta mista          |          |   |                                                                                                |                |                         |                             |        |
| 4x100 m                  | 3'31"58  | b | Daniel Bell (53"85) Glenn Snyders (59"75) Corney Swanepoel (50"45) Cameron Gibson (47"53)      | 2 agosto 2009  | Campionati mondiali     | Roma, Italia                | [ 11 ] |

Legenda:  - Record del mondo;  - Record oceaniano;

Record non ottenuti in finale: (b) - batteria; (sf) - semifinale; (s) - staffetta prima frazione.

### Donne
| Gara                     | Tempo    | +                | Atleta                                                                                                 | Data             | Evento                         | Luogo                   | Ref    |
| ------------------------ | -------- | ---------------- | --- | ---------------- | ------------------------------ | ----------------------- | ------ |
| Stile libero             |          |                  | |                  |                                |                         |        |
| 50 m                     | 25"01    |                  | Hayley Palmer                                                                                          | 8 ottobre 2010   | Giochi del Commonwealth        | Nuova Delhi, India      |        |
| 100 m                    | 53"91    | sf               | Hayley Palmer                                                                                          | 30 luglio 2009   | Campionati mondiali            | Roma, Italia            | [ 12 ] |
| 200 m                    | 1'55"44  |                  | Erika Fairweather                                                                                      | 2 aprile 2023    | Campionati neozelandesi        | Auckland, Nuova Zelanda |        |
| 400 m                    | 3'59"44  |                  | Erika Fairweather                                                                                      | 11 febbraio 2024 | Campionati mondiali            | Doha, Qatar             | [ 13 ] |
| 800 m                    | 8'17"65  |                  | Lauren Boyle                                                                                           | 8 agosto 2015    | Campionati mondiali            | Kazan', Russia          | [ 14 ] |
| 1500 m                   | 15'40"14 | Record oceaniano | Lauren Boyle                                                                                           | 4 agosto 2015    | Campionati mondiali            | Kazan', Russia          | [ 15 ] |
| Dorso                    |          |                  | |                  |                                |                         |        |
| 50 m                     | 27"81    |                  | Gabrielle Fa'amausili                                                                                  | 29 agosto 2015   | Campionati mondiali giovanili  | Singapore               | [ 16 ] |
| 100 m                    | 1'00"22  |                  | Emily Thomas                                                                                           | 13 dicembre 2009 | Queensland State Championships | Brisbane, Australia     |        |
| 200 m                    | 2'09"13  |                  | Melissa Ingram                                                                                         | 15 dicembre 2009 | Queensland State Championships | Brisbane, Australia     |        |
| Rana                     |          |                  | |                  |                                |                         |        |
| 50 m                     | 30"38    | b                | Monique Wieruszowski                                                                                   | 13 aprile 2024   | Campionati neozelandesi        | Hastings, Nuova Zelanda | [ 1 ]  |
| 100 m                    | 1'08"74  |                  | Monique Wieruszowski                                                                                   | 2 aprile 2023    | Campionati neozelandesi        | Auckland, Nuova Zelanda |        |
| 200 m                    | 2'29"09  | b                | Brearna Crawford                                                                                       | 18 novembre 2023 | Ohio state invitational        | Columbus, Stati Uniti   | [ 17 ] |
| Farfalla                 |          |                  | |                  |                                |                         |        |
| 50 m                     | 26"12    |                  | Hazel Ouwehand                                                                                         | 2 aprile 2023    | Campionati neozelandesi        | Auckland, Nuova Zelanda |        |
| 100 m                    | 57"43    | b                | Hazel Ouwehand                                                                                         | 10 aprile 2024   | Campionati neozelandesi        | Hastings, Nuova Zelanda | [ 3 ]  |
| 200 m                    | 2'09"84  | b                | Helena Gasson                                                                                          | 28 marzo 2016    | Campionati neozelandesi        | Auckland, Nuova Zelanda | [ 18 ] |
| Misti                    |          |                  | |                  |                                |                         |        |
| 200 m                    | 2'12"12  |                  | Natalie Wiegersma                                                                                      | 4 ottobre 2010   | Giochi del Commonwealth        | Nuova Delhi, India      |        |
| 400 m                    | 4'39"07  | b                | Helen Norfolk                                                                                          | 25 marzo 2008    | Trials neozelandesi            | Auckland, Nuova Zelanda |        |
| Staffette a stile libero |          |                  | |                  |                                |                         |        |
| 4x100 m                  | 3'41"10  |                  | Natasha Hind (55"32) Penelope Marshall (54"51) Amaka Gessler (55"72) Hayley Palmer (55"55)             | 29 marzo 2012    | Campionati neozelandesi        | Auckland, Nuova Zelanda | [ 19 ] |
| 4x200 m                  | 7'55"92  | b                | Natasha Hind (1'58"79) Samantha Lucie-Smith (1'58"89) Amaka Gessler (1'59"03) Melissa Ingram (1'59"21) | 1º agosto 2012   | Giochi olimpici                | Londra, Regno Unito     | [ 20 ] |
| Staffetta mista          |          |                  | |                  |                                |                         |        |
| 4x100 m                  | 4'06"30  | b                | Hannah McLean (1'00"83) Annabelle Carey (1'09"73) Elizabeth Coster (1'00"06) Alison Fitch (55"68)      | 21 marzo 2006    | Giochi del Commonwealth        | Melbourne, Australia    |        |

Legenda:  - Record del mondo;  - Record oceaniano;

Record non ottenuti in finale: (b) - batteria; (sf) - semifinale; (s) - staffetta prima frazione.

### Mista
| Gara                     | Tempo   | + | Atleta                                                                                             | Data           | Evento               | Luogo              | Ref    |
| ------------------------ | ------- | - | -------------------------------------------------------------------------------------------------- | -------------- | -------------------- | ------------------ | ------ |
| Staffetta a stile libero |         |   | |                |                      |                    |        |
| 4x100 m                  | 3'27"91 | b | Lewis Clareburt (49"55) Carter Swift (48"39) Chelsey Edwards (55"39) Laura Littlejohn (54"58)      | 24 giugno 2022 | Campionati mondiali  | Budapest, Ungheria |        |
| Staffetta mista          |         |   | |                |                      |                    |        |
| 4x100 m                  | 3'54"39 |   | Gabrielle Fa'amausili (1'02"25) Jacob Garrod (1'02"84) Helena Gasson (59"86) Daniel Hunter (49"44) | 21 giugno 2016 | Campionati oceaniani | Suva, Figi         | [ 21 ] |

Legenda:  - Record del mondo;  - Record oceaniano;

Record non ottenuti in finale: (b) - batteria; (sf) - semifinale; (s) - staffetta prima frazione.

## Vasca corta (25m)

### Uomini
| Gara                     | Tempo    | +                | Atleta                                                                                       | Data                             | Evento                                      | Luogo                                 | Ref           |
| ------------------------ | -------- | ---------------- | -------------------------------------------------------------------------------------------- | -------------------------------- | ------------------------------------------- | ------------------------------------- | ------------- |
| Stile libero             |          |                  |                                                                                              |                                  |                                             |                                       |               |
| 50 m                     | 21"50    |                  | Cameron Gray                                                                                 | 16 dicembre 2022                 | Campionati mondiali                         | Melbourne, Australia                  |               |
| 100 m                    | 47"17    |                  | Carter Swift                                                                                 | 26 agosto 2022                   | Campionati neozelandesi                     | Auckland, Nuova Zelanda               |               |
| 200 m                    | 1'43"68  |                  | Matthew Stanley                                                                              | 10 novembre 2017                 | Coppa del Mondo                             | Pechino, Cina                         | [ 22 ]        |
| 400 m                    | 3'40"46  |                  | Danyon Loader                                                                                | 11 febbraio 1995                 | Coppa del Mondo                             | Sheffield, Regno Unito                |               |
| 800 m                    | 7'38"85  |                  | Zac Reid                                                                                     | 6 ottobre 2020                   | Campionati neozelandesi                     | Hamilton, Nuova Zelanda               |               |
| 1500 m                   | 14'38"74 |                  | Nathan Capp                                                                                  | 6 settembre 2014                 | Campionati neozelandesi                     | Wellington, Nuova Zelanda             | [ 23 ]        |
| Dorso                    |          |                  |                                                                                              |                                  |                                             |                                       |               |
| 50 m                     | 23"46    |                  | Andrew Jeffcoat                                                                              | 9 ottobre 2020                   | North Shore Invitational                    | Auckland, Nuova Zelanda               |               |
| 100 m                    | 51"02    |                  | Andrew Jeffcoat                                                                              | 6 ottobre 2020                   | North Shore Invitational                    | Auckland, Nuova Zelanda               |               |
| 200 m                    | 1'51"91  |                  | Andrew Jeffcoat                                                                              | 10 ottobre 2020                  | North Shore Invitational                    | Auckland, Nuova Zelanda               |               |
| Rana                     |          |                  |                                                                                              |                                  |                                             |                                       |               |
| 50 m                     | 26"58    | b sf             | Glenn Snyders                                                                                | 3 settembre 2014 6 dicembre 2014 | Campionati neozelandesi Campionati mondiali | Wellington, Nuova Zelanda Doha, Qatar | [ 24 ] [ 25 ] |
| 100 m                    | 57"67    | b                | Glenn Snyders                                                                                | 2 settembre 2014                 | Campionati neozelandesi                     | Wellington, Nuova Zelanda             | [ 26 ]        |
| 200 m                    | 2'06"45  |                  | Glenn Snyders                                                                                | 13 dicembre 2008                 | Campionati neozelandesi                     | Christchurch, Nuova Zelanda           |               |
| Farfalla                 |          |                  |                                                                                              |                                  |                                             |                                       |               |
| 50 m                     | 22"60    |                  | Corney Swanepoel                                                                             | 11 agosto 2009                   | Campionati australiani                      | Hobart, Australia                     |               |
| 100 m                    | 50"42    |                  | Corney Swanepoel                                                                             | 9 agosto 2009                    | Campionati australiani                      | Hobart, Australia                     |               |
| 200 m                    | 1'51"05  | Record oceaniano | Moss Burmester                                                                               | 13 aprile 2008                   | Campionati mondiali                         | Manchester, Regno Unito               | [ 27 ]        |
| Misti                    |          |                  |                                                                                              |                                  |                                             |                                       |               |
| 100 m                    | 52"73    |                  | Bradlee Ashby                                                                                | 8 ottobre 2020                   | North Shore Invitational                    | Auckland, Nuova Zelanda               |               |
| 200 m                    | 1'54"01  |                  | Bradlee Ashby                                                                                | 11 dicembre 2018                 | Campionati mondiali                         | Hangzhou, Cina                        |               |
| 400 m                    | 4'06"66  |                  | Dean Kent                                                                                    | 25 gennaio 2003                  | Coppa del Mondo                             | Berlino, Germania                     |               |
| Staffette a stile libero |          |                  |                                                                                              |                                  |                                             |                                       |               |
| 4x50 m                   | 1'26"59  | b                | Cameron Gray (21"71) Carter Swift (21"47) Zac Dell (21"57) George Williams (21"84)           | 15 dicembre 2022                 | Campionati mondiali                         | Melbourne, Australia                  |               |
| 4x100 m                  | 3'10"97  | b                | Cameron Gray (47"93) Carter Swift (46"92) Zac Dell (47"59) George Williams (48"53)           | 13 dicembre 2022                 | Campionati mondiali                         | Melbourne, Australia                  |               |
| 4x200 m                  | 7'03"11  | b                | Ben Littlejohn (1'44"60) Carter Swift (1'45"68) Cameron Gray (1'46"07) Louis Clark (1'46"76) | 16 dicembre 2022                 | Campionati mondiali                         | Melbourne, Australia                  |               |
| Staffetta mista          |          |                  |                                                                                              |                                  |                                             |                                       |               |
| 4x50 m                   | 1'34"86  | b                | Zac Dell (24"39) Josh Gilbert (26"48) Cameron Gray (22"56) Carter Swift (21"43)              | 17 dicembre 2022                 | Campionati mondiali                         | Melbourne, Australia                  |               |
| 4x100 m                  | 3'26"68  | b                | Zac Dell (52"19) Josh Gilbert (57"83) Cameron Gray (50"40) Carter Swift (46"26)              | 18 dicembre 2022                 | Campionati mondiali                         | Melbourne, Australia                  |               |

Legenda:  - Record del mondo;  - Record oceaniano;

Record non ottenuti in finale: (b) - batteria; (sf) - semifinale; (s) - staffetta prima frazione.

### Donne
| Gara                     | Tempo    | +                | Atleta                                                                                         | Data              | Evento                        | Luogo                     | Ref    |
| ------------------------ | -------- | ---------------- | ---------------------------------------------------------------------------------------------- | ----------------- | ----------------------------- | ------------------------- | ------ |
| Stile libero             |          |                  |                                                                                                |                   |                               |                           |        |
| 50 m                     | 24"39    |                  | Hayley Palmer                                                                                  | 12 agosto 2009    | Campionati australiani        | Hobart, Australia         |        |
| 100 m                    | 53"57    | sf               | Hayley Palmer                                                                                  | 9 agosto 2009     | Campionati australiani        | Hobart, Australia         |        |
| 200 m                    | 1'54"24  | b s              | Erika Fairweather                                                                              | 14 dicembre 2022  | Campionati mondiali           | Melbourne, Australia      |        |
| 400 m                    | 3'55"16  |                  | Lauren Boyle                                                                                   | 8 agosto 2013     | Coppa del Mondo               | Eindhoven, Paesi Bassi    | [ 28 ] |
| 800 m                    | 8'01"22  | Record oceaniano | Lauren Boyle                                                                                   | 7 agosto 2013     | Coppa del Mondo               | Eindhoven, Paesi Bassi    | [ 29 ] |
| 1500 m                   | 15'22"68 |                  | Lauren Boyle                                                                                   | 9 agosto 2014     | Wellington Championships      | Wellington, Nuova Zelanda | [ 30 ] |
| Dorso                    |          |                  |                                                                                                |                   |                               |                           |        |
| 50 m                     | 26"74    |                  | Helena Gasson                                                                                  | 22 gennaio 2021   | Anthony Mosse Classic         | Auckland, Nuova Zelanda   |        |
| 100 m                    | 57"85    |                  | Helena Gasson                                                                                  | 19 settembre 2021 | International Swimming League | Napoli, Italia            |        |
| 200 m                    | 2'03"00  |                  | Melissa Ingram                                                                                 | 8 novembre 2011   | Coppa del Mondo               | Pechino, Cina             | [ 31 ] |
| Rana                     |          |                  |                                                                                                |                   |                               |                           |        |
| 50 m                     | 30"27    | sf               | Zoë Baker                                                                                      | 9 aprile 2008     | Campionati mondiali           | Manchester, Regno Unito   | [ 32 ] |
| 100 m                    | 1'06"60  |                  | Brearna Crawford                                                                               | 6 ottobre 2020    | North Shore Invitational      | Auckland, Nuova Zelanda   | [ 33 ] |
| 200 m                    | 2'23"47  |                  | Melissa Cowen                                                                                  | 8 ottobre 2020    | North Shore Invitational      | Auckland, Nuova Zelanda   | [ 34 ] |
| Farfalla                 |          |                  |                                                                                                |                   |                               |                           |        |
| 50 m                     | 25"38    | sf               | Helena Gasson                                                                                  | 13 dicembre 2022  | Campionati mondiali           | Melbourne, Australia      |        |
| 100 m                    | 57"04    |                  | Helena Gasson                                                                                  | 13 novembre 2021  | International Swimming League | Eindhoven, Paesi Bassi    |        |
| 200 m                    | 2'07"14  |                  | Helena Gasson                                                                                  | 16 novembre 2020  | International Swimming League | Budapest, Ungheria        |        |
| Misti                    |          |                  |                                                                                                |                   |                               |                           |        |
| 100 m                    | 58"40    |                  | Helena Gasson                                                                                  | 16 dicembre 2022  | Campionati mondiali           | Melbourne, Australia      |        |
| 200 m                    | 2'07"78  |                  | Helena Gasson                                                                                  | 15 novembre 2020  | International Swimming League | Budapest, Ungheria        |        |
| 400 m                    | 4'32"48  |                  | Helena Gasson                                                                                  | 31 ottobre 2020   | International Swimming League | Budapest, Ungheria        |        |
| Staffette a stile libero |          |                  |                                                                                                |                   |                               |                           |        |
| 4x100 m                  | 3'37"70  |                  | Lauren Boyle (55"16) Alison Fitch (53"94) Helen Norfolk (54"81) Hannah McLean (53"79)          | 8 aprile 2006     | Campionati mondiali           | Shanghai, Cina            | [ 35 ] |
| 4x200 m                  | 7'55"46  |                  | Lauren Boyle (1'58"88) Alison Fitch (1'57"81) Helen Norfolk (1'58"05) Melissa Ingram (2'00"72) | 5 aprile 2006     | Campionati mondiali           | Shanghai, Cina            | [ 36 ] |
| Staffetta mista          |          |                  |                                                                                                |                   |                               |                           |        |
| 4x100 m                  | 4'02"75  |                  | Hannah McLean (58"60) Kelly Bentley (1'10"65) Elizabeth Coster (59"69) Alison Fitch (53"81)    | 7 aprile 2006     | Campionati mondiali           | Shanghai, Cina            | [ 37 ] |

Legenda:  - Record del mondo;  - Record oceaniano;

Record non ottenuti in finale: (b) - batteria; (sf) - semifinale; (s) - staffetta prima frazione.